# Госпітальна пневмонія
Нозокоміа́льна (госпітáльна) пневмоні́я (ГП) — захворювання, що характеризується появою на рентгенограмі нових вогнищево-інфільтративних змін в легенях через 48 годин і більше після госпіталізації в поєднанні з клінічною симптоматикою, яка підтверджує їхню інфекційну природу (нова хвиля гарячки, гнійне харкотиння або гнійне виділення із трахеобронхіального дерева, лейкоцитоз тощо), при виключенні інфекційних хвороб, що знаходилися в інкубаційному періоді на момент потрапляння хворого до стаціонару.

## Класифікація
Критерієм класифікації ГП є термін розвитку захворювання, наявність чи відсутність факторів ризику її розвитку. За цією класифікацією виділяють такі види ГП:
- — рання ГП — виникає протягом перших 5 днів з моменту госпіталізації і зумовлена збудниками, які були в хворого ще до надходження до стаціонару, — S. pneumoniae, H. influenzae, метициліночутливий S. aureus (MSSA) та інші представники нормальної мікрофлори порожнини ротоглотки. Найчастіше ці збудники чутливі до антимікробних препаратів, які традиційно використовують, а пневмонія має сприятливіший прогноз;
- — пізня ГП — розвивається не раніше 6 дня госпіталізації і її спричинює власне госпітальна мікрофлора з вищим ризиком наявності високовірулентних і полірезистентних збудників, таких як P. aeruginosa, Acinetobacter spp., представники родини Enterobacteriaceae, метициліннечутливі S. aureus (MRSA). Така ГП характеризується менш сприятливим прогнозом.

З огляду на тяжкість перебігу захворювання, серйозність прогнозу й особливості ведення реанімаційних хворих виділяють в особливу форму так звану вентилятор-асоційовану пневмонію (ВАП) — пневмонію, яка виникла через 48 годин від початку проведення штучної вентиляції легенів (ШВЛ) за відсутності ознак легеневої інфекції на момент інтубації.

## Діагностика
Попри відомі обмеження, клінічне обстеження залишається «відправною точкою» діагностики ГП, а дані інших методів (у тому числі й інвазивних) лише інтерпретують з урахуванням клінічної картини ГП.
Для ГП характерна поява нових інфільтративних змін на рентгенограмі органів грудної клітки в поєднанні з такими ознаками інфекційного захворювання, як гарячка, виділення гнійного мокротиння та/або лейкоцитоз.
У зв'язку з цим до числа формалізованих діагностичних критеріїв ГП відносять:
- — появу на рентгенограмі нових вогнищево-інфільтративних змін у легенях
- — дві з приведених нижче ознак:
- температура тіла вище > 38,3 °C;
- бронхіальна гіперсекреція;
- PaO2/FiO2 (FiO2 — фракція кисню у повітрі, що видихається, %) менш як 240;
- кашель, тахіпное (задишка), локальна крепітація, вологі хрипи, бронхіальне дихання;
- кількість лейкоцитів у крові менш як 4,0 х 109/л чи понад 12,0 х 109/л, палочкоядерний зсув понад 10 %;
- гнійне мокротиння / бронхіальний секрет (понад 25 поліморфноядерних лейкоцитів в полі зору при мікроскопії з малим збільшенням, х 100).

## Лікування
Безумовним показанням є призначення антибіотиків, які є основою лікування в таких хворих. Антибактеріальне лікування необхідно починати одразу після встановлення діагнозу. Абсолютно неприйнятне є зволікання з терміновим призначенням антибіотиків пацієнтам із тяжким перебігом захворювання через відсутність результатів бактеріоскопії і посіву мокротиння, оскільки затримка введення першої дози антибіотика на 4 години зумовлює значне підвищення ризику смерті таких хворих. Найважливішим фактором підвищення виживання хворих на ГП є своєчасне призначення адекватної антибіотикотерапії.
Найбільш виправданим підходом до емпіричної антибіотикотерапії хворих на ГП є лікування в залежності від термінів виникнення пневмонії («рання», «пізня») та наявності модифікуючих факторів ризику інфікування полірезистентними штамами мікроорганізмів.
У хворих на «ранню» ГП без факторів ризику наявності полірезистентних штамів збудників найбільш ймовірними збудниками захворювання можуть бути S. pneumoniae, H. influenzae, MSSA, грамнегативні бактерії кишкової групи зі звичайною чутливістю до антибіотиків: E. coli, K. pneumoniae, Enterobacter spp, Proteus spp., S. marcescens. Для лікування цих хворих використовують: цефтріаксон або фторхінолон III—IV покоління, або ампіцилін/сульбактам, або меропенем.
У хворих на «ранню» ГП з факторами ризику наявності полірезистентних штамів збудників та «пізню» ГП найбільш ймовірними збудниками захворювання можуть бути грамнегативні бактерії (P. aeruginosa, K. pneumoniae (продуценти ESBL, Acinetobacter spp., L. pneumophila) або грампозитивні коки резистентні до метициліну — MRSA. Для лікування цих хворих використовують: цефалоспорин з антисиньогнійною активністю (цефепім, цефтазидим) або карбапенеми (іміпенем, меропенем), або захищений бета-лактам (піперацилін/азобактам) у поєднанні з фторхінолоном із антисиньогнійною активністю або аміноглікозидом (амікацин, гентаміцин, тобраміцин), а також із лінезолідом або ванкоміцином (за наявності факторів ризику MRSA чи високої частоти нозокоміальних інфекцій у даному стаціонарі).
Традиційна тривалість антибіотикотерапії хворих на ГП складає, як правило, 14 — 21 день.
Збільшення її тривалості може призвести до суперінфекції полірезистентними госпітальними збудниками, зокрема P. aeruginosa і мікроорганізмами родини Enterobacteriaceae. При ВАП значне клінічне поліпшення спостерігають вже протягом перших 6 днів терапії, а збільшення її тривалості до 14 днів призводить до колонізації P. aeruginosa і мікроорганізмами родини Enterobacteriaceae.